# كريستوفر بيرنهام
كريستوفر بيرنهام هو شخصية أعمال وضابط وسياسي أمريكي، ولد في 28 سبتمبر 1956 في نيويورك في الولايات المتحدة. نشط حزبياً في الحزب الجمهوري. وقد انتخب عضو مجلس نواب كونيتيكت ‏.